# Xiejiatan (köpinghuvudort i Kina, Jiangxi Sheng, lat 29,49, long 116,71)
Xiejiatan är en köpinghuvudort i Kina. Den ligger i provinsen Jiangxi, i den sydöstra delen av landet, omkring 120 kilometer nordost om provinshuvudstaden Nanchang. Antalet invånare är 60 353. Befolkningen består av 28 748 kvinnor och 31 605 män. Barn under 15 år utgör 24,0 %, vuxna 15-64 år 67 %, och äldre över 65 år 7,0 %.
Runt Xiejiatan är det ganska tätbefolkat, med 248 invånare per kvadratkilometer. Närmaste större samhälle är Youdunjie, 14,2 km sydväst om Xiejiatan. Trakten runt Xiejiatan består till största delen av jordbruksmark.
Genomsnittlig årsnederbörd är 2 232 millimeter. Den regnigaste månaden är juni, med i genomsnitt 350 mm nederbörd, och den torraste är oktober, med 55 mm nederbörd.